# Защита и карантин растений
«Защи́та и каранти́н расте́ний» (Москва, ISSN 1026-8634) — журнал для специалистов, учёных и практиков. Основан в 1956 году.

## История
Издаётся в Москве с 1956 года, вначале как двухмесячный научно-производственный журнал Министерства сельского хозяйства СССР. C 1960 г. становится ежемесячным. До 1966 г. назывался «Защита растений от вредителей и болезней», до 1996 г. — «Защита растений» (ISSN 0044-1864). Рассчитан на агрономов, научных работников, преподавателей и студентов вузов, работников с.-х. авиации, любителей-садоводов и овощеводов. Публикует материалы по экономике и организации, а также по механизации, методам и средствам защиты растений, защите леса, карантину. Тираж (1972) 62 500 экз., в настоящее время — около 4000 экз

### Издательство
Журнал менял издателей:
- СССР. Министерство сельского хозяйства
- СССР. Агропромышленный комитет
- СССР. Комиссия по продовольствию и закупкам

Издательства:
- 1956—1961, № 2 — Изд-во М-ва с. х. СССР;
- 1961, № 3-6 — Сельхозгиз;
- 1961, № 7- 1963 — Сельхозиздат;
- 1964—1984 — «Колос»;
- 1985—1992, № 2 — ВО Агропромиздат;
- 1992, № 3 — 2001, № 2 — «Колос».

## Современное состояние
В последние годы выходит 12 номеров в год на русском языке с переводом содержания на английский язык. Объём каждого номера 52—80 страниц, формат 84 x 108, 1/16. Тираж около 4000 экз. Каждый год редакция перепечатывает ежегодно выпускаемый Министерством сельского хозяйства Государственный каталог пестицидов и агрохимикатов, разрешённых к применению на территории Российской Федерации и рассылает его в виде приложения к журналу российским подписчикам под названием Список пестицидов и агрохимикатов, разрешённых к применению на территории Российской Федерации.
Стало традицией и издание приложений к журналу в виде брошюр по наиболее актуальным вопросам защиты растений. В 2005—2016 гг., например, были выпущены брошюры Протравливание семян зерновых культур, Фитофтороз картофеля, Защита плодоносящих садов яблони и груши, Защита овощных тепличных культур от вредителей, Защита сахарной свеклы, Вредители хлебных запасов, Борьба с сорняками в посевах зерновых колосовых культур, Защита сои, Защита картофеля, Защита пшеницы от бурой ржавчины, Защита кукурузы, Защита подсолнечника, Защита пшеницы от мучнистой росы, Защита рапса, Осеннее применение гербицидов в посевах озимой пшеницы в условиях европейского Нечерноземья России, Регуляторы роста растений, Яблонная плодожорка, Защита льна, Колорадский жук, Защита капусты белокочанной, Зональная система защиты пшеницы, Вредная черепашка, Как вырастить здоровый картофель, Защита подсолнечника от болезней, Огурцы и томаты в теплицах, Фузариоз колоса, Защита рапса, Сорняки в посевах сахарной свеклы, Защита пшеницы от септориоза, Фитофтороз картофеля, Мониторинг сорняков в посевах полевых культур, Нанофитосанитария: сегодня и завтра, Лен масличный — культура перспективная, Резистентность вредных членистоногих к пестицидам и меры её преодоления, Защита томата, баклажана и перца, Защита сои, Интегрированная защита озимой пшеницы, Защита гороха, Защита яблони и груши, Фитосанитарная экспертиза зернового поля и принятие правильных решений по проведению защитных опрыскиваний пшеницы фунгицидами. Теория и практические рекомендации.
Журнал включён в Перечень российских рецензируемых научных журналов, в которых должны быть опубликованы основные научные результаты диссертаций на соискание ученых степеней доктора и кандидата наук.

## Редакция
- Главные редакторы — Нейперт Юрий Николаевич (до 2020 года), Кончакивская Татьяна Михайловна
- Заместитель главного редактора — Кончакивская Татьяна Михайловна (до 2020 года)
- Редактор — Сахарова Алла Львовна
- Редакторы — Даниленкова Галина Николаевна, Чертова Татьяна Степановна
- Художественный редактор — Деянова Ольга Александровна